# Langzeituntersuchung
Eine Langzeituntersuchung ist eine methodisch angelegte und oft auch experimentelle wissenschaftliche Studie, die der empirischen Gewinnung von Information (Daten) dient. Sie umfasst einen langen Zeitraum, da sich das zu beobachtende Phänomen selten ereignet oder sich seine Änderung langsam vollzieht. In diesem Untersuchungszeitraum wird der Versuchsaufbau in der Regel nicht verändert.
Es muss zwischen zwei Arten von Langzeituntersuchung unterschieden werden:
- der Langzeitstudie (also der „reinen Beobachtungsstudie“, etwa in den Bereichen Soziologie, Psychologie, Medizin), bei der in das beobachtete System nicht eingegriffen wird,
- und dem Langzeitexperiment (im Sinne einer „Interventionsstudie“). Vom Langzeitexperiment zu unterscheiden ist wiederum die bloße wissenschaftliche Beobachtung (im Sinne einer „Langzeitmessung“, wie es beispielsweise in der Astronomie, Geologie, Biologie üblich ist).

## Einleitung
Langzeituntersuchungen werden in vielen Wissenschaften benötigt und durchgeführt, beispielsweise in Naturwissenschaften, Agrar- und Ingenieurwissenschaften, Medizin, Psychologie und Soziologie. In der Medizin spricht man statt von Langzeit-Studie auch häufig von Kohortenstudie, in der Soziologie dagegen häufig von Längsschnittstudie.
Langzeituntersuchungen stehen vor besonderen, zeitlich bedingten Herausforderungen:
- Wechsel des Personals: Die Dauer der Langzeituntersuchungen überschreitet in der Regel die Zeiträume in den Wissenschaften, in denen Master-, Diplom oder Doktorarbeiten geschrieben werden; selbst die Betreuung durch Lehrstuhlinhaber oder fest eingestelltes wissenschaftliches Fachpersonal kann bei Langzeituntersuchungen häufig nicht gewährleistet werden.
- Stabilität des Messsystems: Während des Untersuchungszeitraums muss sichergestellt werden, dass sich die Experimente-Performance, d. h. das Verhalten und die Eigenschaften des Messsystems (bspw. Programme (Software) oder Geräte (Hardware)) nicht ändern, damit eine konsistente Datennahme garantiert ist.
- Langzeitarchivierung: Ferner muss über den gesamten Untersuchungszeitraum, der mehrere Jahrzehnte umfassen kann, eine nachhaltige Datenarchivierung sichergestellt werden.
- Attraktivität: Langzeituntersuchungen bieten per definitionem keine kurzfristig ermittelbaren wissenschaftlichen Ergebnisse, das aber macht sie unattraktiv für Wissenschaftler, die sich aus Gründen der persönlichen Karriereplanung strategisch positionieren müssen und deshalb insbesondere von solchen Wissenschaftsgebieten angezogen werden, die sich dynamischer entwickeln und kurzfristig Erfolgsmöglichkeiten versprechen.

Trotz dieser systemimmanenten Schwierigkeiten werden auf verschiedenen wissenschaftlichen Gebieten Langzeituntersuchungen durchgeführt, weil sie oftmals die einzige Möglichkeit der Verifikation oder Falsifikation von Hypothesen bieten.
Eindrucksvollstes Beispiel sind hierfür vielleicht die Langzeitmessungen unterschiedlicher länderübergreifender Institutionen in der Meteorologie über einen viele Jahrzehnte überspannenden Zeitraum, die inzwischen die Grundlage bilden für die wissenschaftliche Datenbasis zur globalen Erwärmung.

## Beispiele für Langzeituntersuchungen

### Langzeitstudien
- Die (anfänglich von dem Kaufhaus-Millionär W. T. Grant gesponserte und deshalb nach ihm benannte) Grant-Studie,[2] die seit 1939 insgesamt 268 Harvard-Absolventen des Jahrgangs 1910 aufwärts vom Studium bis zum Ruhestand medizinisch-psychologisch überwacht (entsprechend dem Beginn der Studie sind die Probanden männlich, weiß und haben die amerikanische Staatsbürgerschaft).
- Der an der Landwirtschaftlich-Gärtnerische Fakultät der Humboldt-Universität zu Berlin angelegte Dauerfeldversuch D III zur Bodennutzung, der von Kurt Opitz im Jahr 1923 auf dem neu eingerichteten Versuchsfeld in Berlin-Dahlem angelegt wurde mit dem Ziel, den Nachweis einer Mobilisierung der Bodenphosphorsäure durch rein ackerbauliche Maßnahmen zu erbringen und zugleich die Wirksamkeit differenzierter Phosphordüngung unter diesen Bedingungen zu untersuchen, und bis zur jüngsten Zeit lief.[3]
- Mit der Framingham-Herz-Studie begann im Jahre 1948 die systematische Untersuchung der Bevölkerung einer Stadt (Framingham, Massachusetts) auf Ursachen und Risiken der koronaren Herzkrankheit (KHK) und der Arteriosklerose.
- Die DONALD-Studie (Abkürzung für: DOrtmund Nutritional and Anthropometric Longitudinally Designed), die 1985 am Forschungsinstitut für Kinderernährung (FKE) begonnen wurde. Es handelt sich dabei um eine offene Langzeit-Kohorten-Studie, in der jährlich so viele Säuglinge neu rekrutiert werden, wie junge Erwachsene die Kernstudie abschließen. Vorgesehen sind engmaschige Untersuchungen vom Säuglings- bis ins Erwachsenenalter mit detaillierter Datenerhebung zu Ernährung, Wachstum, Entwicklung, Stoffwechsel und Gesundheitsstatus.[4]
- Erkenntnisse der neuseeländischen Langzeit-Kohortenstudie Dunedin Multidisciplinary Health and Development Study im medizinisch-genetischen Bereich wurden im Film Langzeitstudie Mensch dokumentiert.

### Langzeitmessungen
- Meteorologische Langzeitmessungen an der Klima- und Wetterstation des Forschungszentrums Jülich, wo seit 1961 regelmäßig meteorologische Messungen und klimatologische Beobachtungen durchgeführt werden.[5]
- Ein Beispiel erster Langzeitbeobachtungen des Wetters ist das von Kilian Leib von 1513 bis 1531 handschriftlich geführte Wettertagebuch,[6] motiviert vermutlich durch die klostereigene Landwirtschaft.[7] Seine Beobachtungen trug er täglich in Ephemeriden ein („wie es alle tage gewittert, oder wan es geregnet hat“); rechts neben der Angabe der Position der Himmelskörper des jeweiligen Tages vermerkte er stichwortartig die Witterung, etwa Blitzschlag, Hagel, Hochwasser, Kälteeinbrüche. Die Auswirkungen des Wetters hielt er am unteren und am oberen Rand der jeweiligen Seite fest, insbesondere die Entwicklung der landwirtschaftlich wichtigen Kulturpflanzen: Aussaat, Blüte, Ernte, aber auch Folgen wie etwa eine Teuerung.
- Langzeitmessungen über den Zeitraum von 1992 bis 2003 in der Ostantarktis, bei der ein Zuwachs des Eispanzers von 45 cm gemessen wurde, der sich damit erklärt, dass die erhöhte Verdunstung über den Ozeanen zu einem verstärkten Schneefall in der kalten Ostantarktis führt.[8]
- Langzeitmessungen von Radiokohlenstoff im atmosphärischen Kohlendioxid an der Universität Heidelberg zur Beobachtung der Zunahme des Treibhausgases seit den 1990er Jahren.[9]
- Jahrzehntelange Vermessungen des Erdmagnetfelds mit dem Adolf-Schmidt-Observatorium für Geomagnetismus am GeoForschungsZentrum Potsdam.[10]
- Geodätische Langzeituntersuchungen auf der Mondoberfläche in den Jahren 1969 bis 1977 durch das Apollo Lunar Surface Experiments Package (ALSEP), ein wissenschaftlicher Gerätekomplex, mit dem – nach wie vor – durch Laufzeitmessungen eines Laserpulses extrem genaue Abstandsmessungen des Mondes von der Erde ermöglicht werden. 2011 wurde bekannt, dass eine neue Auswertung der etwa 13.000 aufgezeichneten Mondbeben der Seismometer zu neuen Resultaten in Bezug auf das Mondinnere, insbesondere dem Nachweis eines flüssigen Kerns, geführt hatte.[11][12]
- Die astronomischen Forschungsprogramme von Cuno Hoffmeister an der Sternwarte Sonneberg, die 1924 begonnen wurden und von denen die „Sonneberger Himmelsüberwachung“, die auf der Idee Paul Guthnicks beruht, den gesamten nördlichen Sternenhimmel mittels der Astrofotografie zu überwachen, bis zum heutigen Tage läuft.
- Das Voyager-Programm der NASA zur Erkundung des äußeren Planetensystems und des interstellaren Raums, das die Forschungsmission der beiden Raumsonden Voyager 1 und Voyager 2 umfasst, die im Jahr 1977 starteten und nach wie vor auf ihrem Weg durch den Weltraum aktiv sind. Die Sonde Voyager 1 verließ 2012 die Heliosphäre und erreichte den interstellaren Raum,[13] Voyager 2 folgte 2018.[14]

### Langzeitexperimente
- Hochenergiephysik-Experimente am Teilchenbeschleuniger HERA bei DESY von 1994 bis 2007, die wiederum begleitet wurden von verschiedenen Messungen zur Kalibrierung und Qualitätssicherung, wie z. B. durch Experimente zur Vermessung der Eigenschaften der optischen Komponenten am ZEUS-Detektor über eine Laufzeit von 17 Jahren (bei der eine sehr schwache, aber systematische Trübung der Szintillatoren des Kalorimeters festgestellt wurde).[15]
- Das „Pitch Drop“-Experiment[16] aus dem Jahr 1927 der University of Queensland in Australien, das die Strömung von viskosen Flüssigkeiten vermisst. Bspw. zerfließt Bitumen bei Raumtemperatur extrem langsam, sodass mehrere Jahre vergehen, bevor sich ein einziger Tropfen bildet.[17]
- Die Oxford Electric Bell ist eine Einzelglocke, die seit der Inbetriebnahme im Jahr 1840 fast ununterbrochen läuft. An zwei in Reihe geschalteten Exemplaren einer frühen Form von Batterie ist jeweils eine Klingelglocke angebracht, die von einem zwischen ihnen aufgehängten Klöppel abwechselnd geschlagen werden. Das Experiment wird enden, sobald die Batterien ihre Ladung gleichmäßig verteilt haben oder der Klöppel abgenutzt ist.

Diese Liste ist erweiterbar um eine Vielzahl weiterer Beispiele von Langzeituntersuchungen aus den Wissenschaften.